# Wilhelm Riede

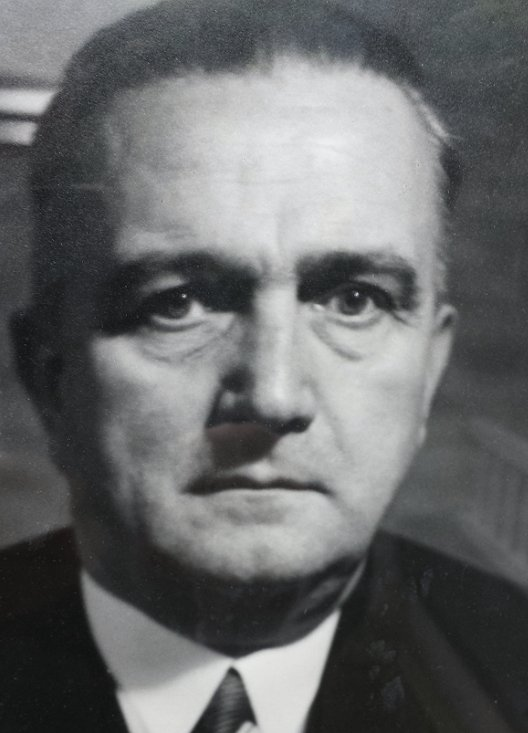
Wilhelm Riede

Philipp Ludwig Wilhelm Riede (* 19. Juli 1878 in Mannheim-Neckarau; † 26. August 1968 in Wiesbaden) war ein deutscher Versicherungsmanager. Riede war Direktor und Vorstandsmitglied der Victoria zu Berlin und der Victoria-Feuerversicherung.

## Leben

### Beruflicher Werdegang
Von Herbst 1884 bis Ostern 1888 besuchte er die Musterschule in Frankfurt am Main. Seit Ostern 1888 war er Schüler am humanistischen Kaiser-Friedrich-Gymnasium in Frankfurt, wo er Ostern 1897 das Abitur bestand.
Seit 1897 studierte er Jura in München, später Berlin und dann Freiburg im Breisgau. 1901 bestand er das Examen als badischer Rechtspraktikant, 1904 das badische Assessor-Examen mit der Befähigung zum Richteramt und der höheren Verwaltungslaufbahn. Bis 1907 war Riede Regierungs-Assessor und Amtsgehilfe beim Bezirksamt Triberg. Von 1907 bis 1908 war er stellvertretender Vorsitzender des Schiedsgerichts der Arbeitgeberversicherung Freiburg im Breisgau. Von 1908 bis 1912 war Riede Regierungs-Assessor und Amtsgehilfe beim Bezirksamt Freiburg. Sodann absolvierte er einen Fortbildungskurs für höhere Verwaltungsbeamte bei der Gesellschaft für staatswissenschaftliche Fortbildung in Frankfurt am Main und nahm die selbständige Vertretung der Amtsvorstände an den Bezirksämtern in Lörrach und Ettenheim und anderen Städten wahr.
Von 1912 bis 1913 war er Hilfsreferent im Reichsaufsichtsamt für Privatversicherungen.
Seit 1. Oktober 1913 nahm Riede eine informatorische Tätigkeit bei der Victoria zu Berlin wahr. Seit Mai 1914 war Riede Direktor und Vorstandsmitglied der Victoria zu Berlin und der Victoria-Feuerversicherung. Riede war zudem Mitglied verschiedener Kommissionen des deutschen Versicherungsgewerbes.

### Militärdienst
Vom 1. Oktober 1897 bis 30. September 1898 leistete Riede seinen einjährig-freiwilligen Militärdienst beim ersten Feldartillerieregiment Prinzregent Luitpold in München. Im Ersten Weltkrieg war er Hauptmann der Reserve beim ersten Feldartillerieregiment Prinzregent Luitpold und Träger von Kriegsorden.

### Privates
Riede war der Sohn des Architekten Georg Riede und dessen Frau Marie, geb. Lang. Er war verheiratet und hatte drei Kinder.